# Hygrohypnum reduncum
Hygrohypnum reduncum là một loài Rêu trong họ Amblystegiaceae. Loài này được (Schimp. ex Mitt.) N. Nishim. mô tả khoa học đầu tiên năm 1985.